# Юниън Пасифик (филм)
„Юниън Пасифик“ (на английски: Union Pacific) е филм, уестърн, драма на режисьора Сесил Демил, който излиза на екран през 1939 година.

## Сюжет
Законът за тихоокеанските железници от 1862 г., подписан от президента Ейбрахам Линкълн, разрешава удължаването на железницата Юниън Пасифик на запад през пустинята към Калифорния. Финансовият опортюнист Аса Бароуз се надява да спечели от възпрепятстването на проекта. Главният специалист по отстраняване на неизправности Джеф Бътлър, обезврежда агента на Бароуз, комарджия Сид Кампо и неговата банда. Партньорът на Кампо, Дик Алън е приятел от войната на Джеф, но и съперник и ухажор за дъщерята на машиниста-инженер, Моли Монахан.

## В ролите
| Актьор          | Роля                   |
| --------------- | ---------------------- |
| Барбара Стануик | Моли Монахан           |
| Джоел Макрей    | Капитан Джеф Бътлър    |
| Аким Тамиров    | Фиеста                 |
| Робърт Престън  | Дик Алън               |
| Лин Оверман     | Лийч Овърмайл          |
| Брайън Донлъви  | Сид Кампо              |
| Антъни Куин     | Джак Кордри            |
| Хенри Колкър    | Аса М. Бароуз - банкер |

## Галерия
- Джоел Макрей
- Барбара Стануик
- Робърт Престън
- Аким Тамиров
- Брайън Донлъви
- Лин Овърман